# أورلاندو برايد
 أورلاندو برايد هو نادي كرة قدم محترف للسيدات يقع في أورلاندو بولاية فلوريدا. إنضم الفريق للدوري الوطني النسائي (NWSL) في أعلى مستوى لكرة القدم النسائية في الولايات المتحدة، في موسم 2016. يعتبر هو الفريق العاشر المضاف إلى الدوري، يتحالف مع فريق الرجال أورلاندو سيتي الذي يلعب في الدوري الأمريكي لكرة القدم. يلعب الفريق مبارياته في ملعب مدينة أورلاندو. يحمل أورلاندو رقما قياسيا في استضافة أكبر حضور من المشجعين في كرة القدم النسائية في تاريخ الدوري، حيث حضر 23,403 متفرج في الافتتاحية على أرض الفريق، وانتصر وقتها 3-1 على هيوستن داش في 23 أبريل 2016.

## الملعب
يلعب الفريق على أرضه في ملعب مدينة أورلاندو الواقع في أورلاندو، فلوريدا، الذي تم افتتاحه عام 2017. سبق أن لعب الفريق في أستاد ملعب فلوريدا سيتريوس باول, حيث كان ملعبهم في جميع مباريات موسم 2016. سعة الملعب تصل إلى 25,500 مقعد.

## قائمة الفريق الأول
| الرقم | الموقع           | اللاعبة | الجنسية         |
| ----- | ---------------- | ------- | --------------- |
| 2     | الولايات المتحدة | مهاجم   | سيدني ليرو      |
| 3     | الولايات المتحدة | مدافع   | توني بريسلي     |
| 4     | الولايات المتحدة | وسط     | جاميا فيلد      |
| 6     | الولايات المتحدة | مهاجم   | تشيوما أوبوغاغو |
| 7     | أستراليا         | مدافع   | ستيف كاتلي      |
| 8     | الولايات المتحدة | مهاجم   | دانيكا إيفانز   |
| 9     | البرازيل         | وسط     | كاميلا          |
| 10    | البرازيل         | مهاجم   | مارتا           |
| 11    | الولايات المتحدة | مدافع   | الي كريغر       |
| 12    | الولايات المتحدة | وسط     | كريستين إدموندز |
| 13    | الولايات المتحدة | مهاجم   | أليكس مورغان    |
| 14    | أستراليا         | وسط     | ألانا كينيدي    |
| 15    | الولايات المتحدة | مدافع   | راشيل هيل       |
| 16    | الولايات المتحدة | مدافع   | ماكنزي بيريهيل  |
| 17    | الولايات المتحدة | وسط     | داني ويثرهولت   |
| 18    | الولايات المتحدة | وسط     | مادي إيفانز     |
| 19    | الولايات المتحدة | حارس    | أوبري بليدسو    |
| 20    | الولايات المتحدة | وسط     | نيكوليت دريس    |
| 21    | البرازيل         | مدافع   | مونيكا          |
| 23    | الولايات المتحدة | مهاجم   | جاسمين سبنسر    |
| 24    | الولايات المتحدة | حارس    | أشلين هاريس     |

1. ↑   https://orlandocitysc.com/pride. {{استشهاد ويب}}: |url= بحاجة لعنوان (مساعدة) والوسيط |title= غير موجود أو فارغ (من ويكي بيانات) (مساعدة)